# Collège hellénique de Londres
Le collège hellénique de Londres est une ancienne institution privée anglo-grecque située dans le quartier de Knightsbridge, à Londres, au Royaume-Uni. Fondé en 1980 par l'ancien roi Constantin II de Grèce, le collège hellénique a fermé ses portes en 2005.
Créé pour accueillir des élèves issus de la diaspora grecque, parmi lesquels les propres enfants de Contantin II, le collège hellénique a compté jusqu'à 280 recrues en 1996 mais n'en comptait plus que 80 en 2005, année où il a finalement fermé ses portes.